# 中嘉屋食堂
中嘉屋食堂（ちゅうかやしょくどう）は、株式会社チソー食房が経営する中華料理店。

## 概要
宮城県仙台市だけで展開されているローカルチェーン店である。

## 店舗
（2014年10月現在）
- 中華屋 上杉店

仙台市青葉区上杉1丁目8-17 上杉21ビル地下1F
- 中嘉屋食堂 ぶっかけちゃいな二日町店

仙台市青葉区二日町2-1 キムラオフィスビル1F
- 中嘉屋食堂 麺飯甜 ザ・モール長町店

仙台市太白区長町7丁目20-15
(2024年1月28日閉店予定)
- 中嘉屋食堂 麺飯甜 仙台駅構内店

仙台市青葉区中央1丁目1-1 仙台駅1F
- 中嘉屋食堂 麺飯甜 台原店

仙台市青葉区堤町3丁目19-1 チソー食房堤町ビル1F
- 中嘉屋食堂 麺飯甜 泉タピオ店

仙台市泉区寺岡6丁目5-1 泉パークタウン・タピオ南館2階（フードコート）

## 関連事項
- 中華料理店